# Бивис
Би́вис (англ. Beavis; р. 1978, Хайленд, Техас, США) — один из главных героев мультсериала «Бивис и Баттхед» (англ. Beavis and Butt-head). Озвучивает его сам создатель сериала Майк Джадж. В качестве имени взята фамилия Бобби Бивиса, университетского друга Джаджа.

## Описание
Бивис — персонаж, обладающий ограниченным восприятием реальности и склонный к глупым поступкам. При употреблении большого количества сладостей, кофе или энергетиков он трансформируется в своё альтер эго Кукурузо (англ. Cornholio). Бивис редко заботится о личной гигиене и однажды пережил смерть. Он проявил героизм, спасая своего друга Баттхеда от удушья чипсами. Его интересы включают огонь, взрывы, черепа, чипсы, насилие  «и всё такое». Бивис также страдает от плохой памяти, часто забывая, зачем его отправили в магазин.
Персонаж отличается низкими академическими успехами, даже уступая Баттхеду в умственных способностях. В прошлом Бивиса и Баттхеда отправляли в другую школу и детский сад за плохую успеваемость, но позже их вернули в 9 класс средней школы Хайлэнда.
Бивис и Баттхед работают в «Мире Бургеров», что подчеркивается в двухсерийном мультфильме «Бивис и Баттхед делают Рождество». Однако Бивис не удовлетворён своей работой и предпочитает смотреть телевизор, наслаждаться порнофильмами и чипсами, а также мечтает о романтических отношениях, хотя девушки обычно избегают его. Тем не менее, в некоторых эпизодах, таких как «Письмо Санта-Батт-хеду» и «Великий Кукурузо», намекается на возможность его взаимодействия с девушками.
Несмотря на недовольство своей жизнью, включая низкие оценки и скромный доход, Бивис находит утешение в возможности смотреть телевизор круглосуточно. В сериале Баттхед упоминал, что мать Бивиса — проститутка, а в эпизоде «Сексуальное притеснение» можно увидеть двух беременных женщин, вероятно, их матерей, хотя они больше не появляются в сюжете.
В полнометражном мультфильме «Бивис и Баттхед уделывают Америку» персонажи находят своих отцов, которые имеют схожие черты с ними (в частности они так же смеются, как Бивис и Баттхед). Отец Бивиса — худощавый блондин с усами и очками, являющийся бандитом в бегах. Анализ подтверждает, что эти двое действительно являются биологическими родителями Бивиса и Баттхеда.

## Великий Кукурузо

Кукурузо

Кукурузо (англ. Cornholio, Корнхолио, также The Great Cornholio — «Великий Кукурузо», Almighty Cornholio — «Кукурузо Всемогущий») — alter ego Бивиса, повелитель и тиран. Проявляется обычно при чрезмерном употреблении сладких напитков и еды, медикаментов, влияющих на центральную нервную систему. Один из вариантов расшифровки названия — именно the Great Cornholio, «Великий Кукурузо». В одном из интервью Майк Джадж, автор сериала, сообщил, что делал что-то похожее, преследуя свою сестру по дому «в этом состоянии», говоря с пакистанским акцентом.
Немедленно после впадения в состояние Кукурузо Бивис натягивает футболку на голову, вытаращивает глаза и угрожающе поднимает руки. В данном состоянии Бивис практически невменяем, не чувствителен к боли и внешним раздражителям, требует сдаться (англ. surrender) и предоставить ему туалетную бумагу для задницы или кукурузины (англ. «T.P. for bung-hole»), а также интересуется у окружающих, не угрожают ли они ему (англ. «Are you threatening me?»). Может утверждать принадлежность к населению Никарагуа или озера Титикака, бегло произносить изречения на испанском, производить несложные механические действия. Словарный запас Кукурузо ограничен, высказывания часто повторяются. Кукурузо физически не опасен, повинуется прямым указаниям, если они исходят от того, к кому он обращается (обычно требуя туалетной бумаги для задницы).
Состояние Кукурузо проходит само собой с течением времени, особых последствий для Бивиса не оставляя. Сложно сказать, помнит ли при этом Бивис то, что с ним происходило. В некоторых случаях очевидно, что alter ego Бивиса проявляется и без стимулирующих факторов (сладкого) — в частности, в одном из комментариев к видеоклипу Бивис утверждал, что слышит в голове «голоса» («пара мексиканцев, китаец…»).
Бывают моменты, когда именно из-за своего альтер-эго у Бивиса случаются всевозможные нервные срывы. В полнометражном мультфильме у него случилось два таких.

## Внешность
Бивис — блондин. Носит синюю футболку с надписью «Metallica». Позже надпись на футболке из-за вопросов авторского права была изменена на название Death Rock.